# Eugen Baștină
Daniel Eugen Baștină (n. 27 ianuarie 1973 în Ploiești) este un fost mijlocaș român de fotbal. A debutat în Liga 1 pe 30 martie 1994 în  meciul Farul Constanța - Petrolul Ploiești 0-0.